# TDP-43
La TDP-43 (proteïna d'unió a l'ADN TAR 43) pertany a la família de proteïnes nuclears hnRNP d'unió a l'ARN que s'uneix a la ubiqüitina. També s'acobla i interactua amb l'ADN en la regulació de la transcripció. Està codificada pel gen TARDBP i està fortament implicada en el processament i regulació de l’ARN. Participa en la transcripció, la traducció, l'splicing i l'estabilitat de l'àcid ribonucleic.

## Descoberta
La proteïna TDP-43 va ser descoberta per un equip d'investigació dirigit pels doctors: John Trojanowski, Virginia Man-Yee Lee i Mark Forman a la universitat de Pensilvània l'any 2006.Aquesta es va identificar per primera vegada quan s'estaven estudiant les inclusions de proteïnes anormals responsables de la malaltia d'Alzheimer i demències relacionades(Alzheimer's Disease and Alzheimer's Disease Related Dementias o AD/ADRD en anglès). Es va descobrir que aquestes inclusions estaven constituïdes, entre d'altres, per les TDP-43. Més endavant, també es va observar la seva existència en l'ateroesclerosi (ELA). Aquesta descoberta va permetre relacionar l'alzheimer i la ELA en l'àmbit molecular. Per aquesta raó, són considerades part d'un espectre de malalties neurodegeneratives relacionades amb l'acumulació de TDP-43. El descobriment d'aquesta proteïna ha sigut de gran importància per les seves posteriors aplicacions diagnòstiques en neuropatologies.

## Composició i Estructura

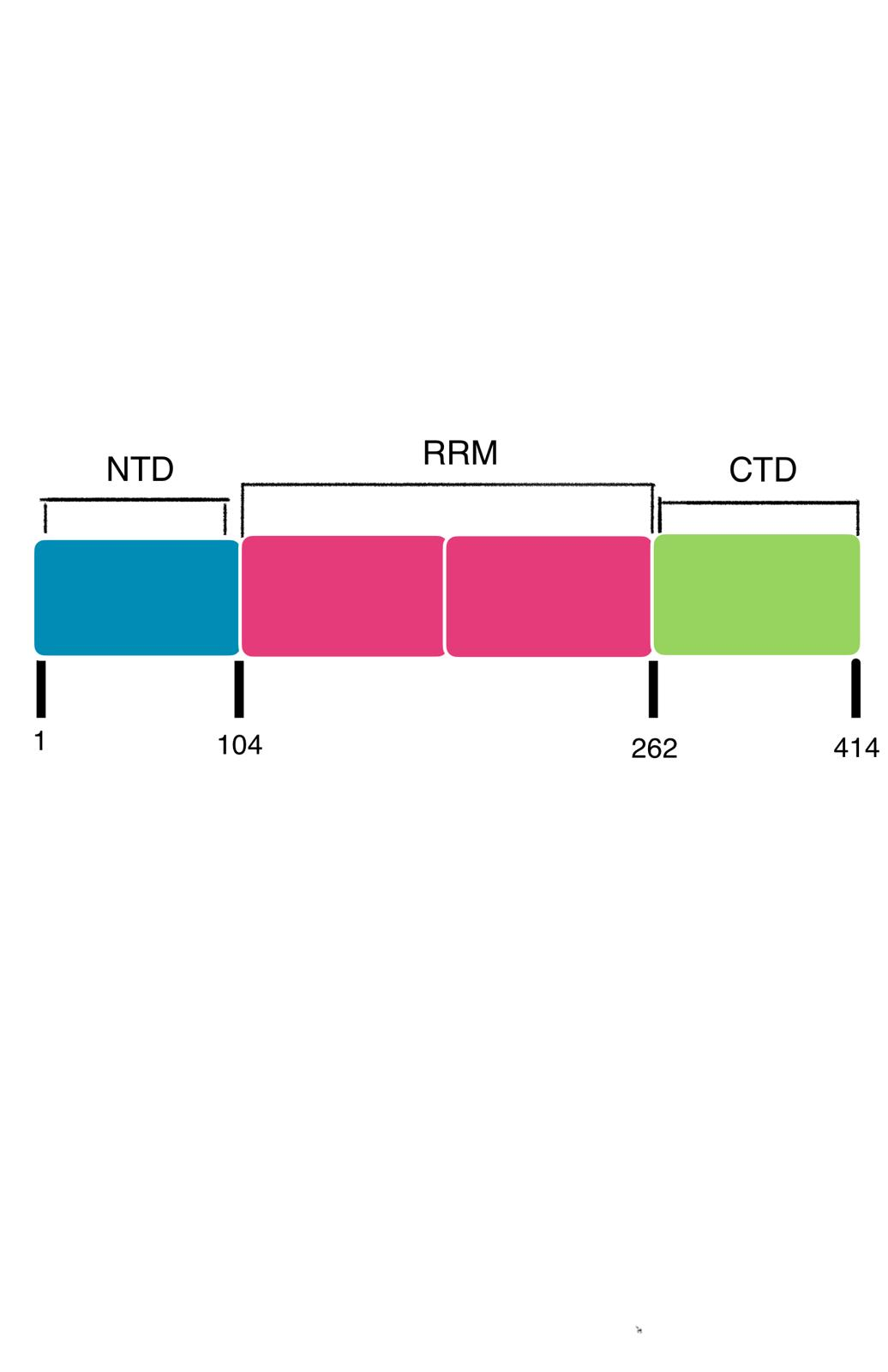
La proteïna TDP-43 està composta pel domini N-terminal (NTS), dos RRM's i un domini C-terminal (CTD). El primer domini va del primer aminoàcid al 104, els RRM van del 104 al 262 i, finalment, el CTD del 262 a l'aminoàcid 414.

La proteïna TDP-43 està codificada pel gen TARDBP, el qual es troba al cromosoma 1p36.22, on 5 exons codifiquen la proteïna. Presenta dues isoformes, les quals estan produïdes per un splicing alternatiu. Donat aquest cas es pren com a seqüència canònica aquella que està constituïda per 414 aminoàcids i té una massa de 44,740 Da (Dalton). Aquesta estructura és la que reflecteix l’elecció més comuna globalment de la seqüència. L’altre isoforma, en canvi, està formada per 298 aminoàcids amb una massa total de 31,808 Da. Les diferències entre isoformes es troben entre els aminoàcids 1-18, els quals formen seqüències diferents, i per la falta de l’aminoàcid 19 fins al 134 que sí que es troben en la isoforma descrita primerament i no en la de seqüència més curta. Donades aquestes variacions es donen aquestes dues estructures possibles per a la proteïna TDP-43.
Pel que fa a la seva disposició tridimensional, sol disposar-se  formant conformacions globulars en les quals es troben cinc làmines beta i dues 𝝰-hèlix entortolligades entre si.
Estructuralment, està constituïda per un domini N-Terminal (NTD), dos motius reconeixedors d'RNA (RRM) i un domini C-terminal (CTD). A més a més, també s'hi troba un lloc autoregulador amb un servomecanisme negatiu i els senyals d'importació i exportació al nucli NLS i NES, respectivament.

### Domini N-terminal
L'estructura secundària del domini N-terminal de les TDPs-43 està formada per sis cadenes beta. Aquest domini és clau en el seu procés de dimerització. Després d'aquesta regió, es troba una seqüència NLS que enllaça el domini N-terminal amb el motiu de reconeixement d'ARN 1 (RRM1). La dimerització de la TDP-43 depèn exclusivament del domini N. S'ha descobert que encara que s'extragui l'extrem C-terminal de la proteïna, aquesta serà capaç de formar el dímer. S'ha observat que la interrupció o formació errònia del dímer produeix fragments anormals de RRM2 amb les seves cadenes beta exposades. Aquestes cadenes poden agregar-se formant inclusions tòxiques.El senyal de localització nuclear adjacent a RRM1 regula la formació de LLPS (liquid-liquid phase separation).

### Domini C-terminal
El Domini C-terminal es caracteritza per ser un domini de baixa complexitat ric en glicina del qual aproximadament el 80% està desordenat, és a dir que la TDP-43 presenta una estructura amb una regió intrínsecament desordenada. En aquest domini s'hi troba una hèlix-α conservada evolutivament, per això també es coneix com a regió conservada, i és imprescindible per a poder establir interaccions amb altres proteïnes i poder formar-se LLPS. També s'han identificat en el domini C-Terminal quatre LARKS (segments retorçats rics en aminoàcids aromàtics de baixa complexitat) que duen a terme interaccions làbils i també participen en la separació de fases líquid-líquid.

### RRM
La TDP-43 té dos motius reconeixedors d'RNA (RRM), els quals conformen el domini d'unió d'RNA a la proteïna. L'RMM1 i l'RMM2 es disposen l'un al costat de l'altre en la cadena i poden unir cada un repeticions de cinc UG. Les prolongacions d'UG més allargades permeten la separació de fases i la cooperació d'unió.

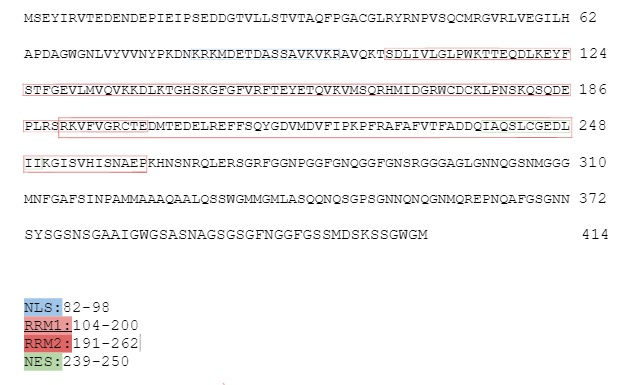
Seqüència d'aminoàcids de la TDP-43. Marcats segons la llegenda, es poden veure els dominis de l'NLS,NES, RRM1 i RRM2.

## Modificacions posttraduccionals
Una proteïna després de traduir-se pot patir diverses modificacions per acabar de sintetitzar-se. En el cas de la TDP-43 és un pas clau, ja que d'aquestes modificacions en depèn el control correcte, o no, del seu comportament de condensació i associació de condensats nuclears. Els canvis posttraduccionals tenen una funció reguladora en la proteïna. Només que es canviï un residu de la cadena polipeptídica ja es poden apreciar els canvis en les propietats fisicoquímiques de la TDP-43. Un exemple molt clar és la fosforilació de la serina; sigui a l'NTD o al CTD, aquesta reacció modula les interaccions homotípiques (autoacoblament) i LLPS. Com a conseqüència, hi ha una interrupció de la condensació; si hi ha un excés de fosforilació en el CTD a causa de l'estrès, la condensació disminueix i els condensats de TDP-43 que es formen són més líquids i no es produeixen canvis en la unió a RNA.
Un altre exemple és l'acetilació de la lisina en els RRM; aquesta reacció interromp la unió de la TDP-43 amb l'RNA i, conseqüentment, es formen agregats nuclears de TDP-43.
Com es pot veure, els canvis posttraduccionals no només porten canvis en la seva composició/ estructura, sinó també canvis funcionals, els quals poden ser patògens.

### Ubiqüitinació
En el cas de la TDP-43, la ubiqüitinació és un dels canvis que es produeixen en la proteïna. En aquest procés s’uneixen covalentment una o varies ubiqüitines a la cadena polipeptídica.
Les ubiqüitines desenvolupen diferents funcions en unir-se a les proteïnes, provocant que aquesta adopti diferents comportaments i característiques, com per exemple, canviar de localització, inactivar-se… En el cas específic  de la seva unió amb la TDP-43,  les ubiqüitines a la cadena polipeptídica funcionen com a reguladores, marquen la proteïna per a la seva degradació en el proteasoma. Amb aquest marcatge, si es dona de la manera corresponent, s'aconsegueixen remoure els excessos i proteïnes TDP-43 defectuoses, un fet crucial per evitar patologies i especialment malalties neurodegeneratives on la TDP-43 normalment s'hi troba mal plegada i formant agregats al citoplasma.

En aquesta ubiqüitinació actuen tres enzims diferents:
1. E1 d’activació
2. E2 de conjugació
3. E3, el qual guia a l'E2 perquè s'uneixi de manera correcta i específica a la proteïna corresponent.[5]

La TDP-43 pot ser ubiqüitinada en diferents residus de la seva cadena, generalment en aquells que formen part de la regió C-Terminal, ja que és una zona que juga un paper molt important en la interacció de la TDP-43 amb altres proteïnes i la seva regulació en el nucli i citoplasma.
Com s'ha esmentat anteriorment, la ubiqüitinació té un rol molt important en la patologia; si la ubiqüitinació no és suficient per enviar la proteïna a degradar o està alterada provoca que la TDP-43 s'acumuli i formi agregats tòxics per a la cèl·lula. És per aquest motiu que aquest canvi posttraduccional no és només important perquè facilita la seva degradació, sinó que també manté l'homeòstasi entre el comportament normal i patològic de la TDP-43.

## Funció
La TDP-43 està involucrat en diferents etapes del metabolisme de l'ARN, com ara: la transcripció, traducció, transport d'ARNm, estabilització d'ARNm, processament de microARN (miARN) i ARN llarg no codificant (lncRNA). S'uneix a aquest ARN mitjançant les bases UG repetitives de regions d'introns. També està present en processos de transport i estabilització d'alguns ARN i exerceix una influència en el metabolisme de l'ARN en casos d'estrès tèrmic, mecànic o tòxic. A més, exerceix un paper en el manteniment de l'homeòstasi mitocondrial en regular el processament de les transcripcions mitocondrials. Participa també en la formació i regeneració normal del múscul esquelètic, formant miogrànuls citoplasmàtics i unint ARNm que codifiquen proteïnes sarcomèriques.

### Transcripció de gens
La TDP-43 és una proteïna expressada en gairebé tots els teixits que s'han preservat entre mamífers i invertebrats. S'uneix tant a l'ARNm com a l'ADN, regulant l'empalmament, la traducció de l'ARNm i la transcripció de gens. Es poden identificar dos motius de reconeixement d'ARN, anomenats RRM1 i RRM2. Aquests són capaços d'unir-se a àcids nucleics i a una regió rica en glicina que conté la majoria de les mutacions dels ARNm relacionades amb l'ELA.
Regula els patrons d'empalmament de les transcripcions de diversos gens importants, com el regulador de la conductància transmembrana de la fibrosi quística (CFTR), TARDBP, FUS, SNCA (α-sinucleïna), HTT (Huntingtina) i APP (proteïna precursora amiloide).
A més de regular la síntesi i els metabolismes de l'ARN, la TDP-43 té un paper important en els processos d'inhibició de la transcripció d'alguns gens.

### Traducció
Les RBP, proteïnes d'unió a l'ARN com la TDP-43, poden modular la traducció de proteïnes. En regular les proteïnes d'unió 4E (4E-BP), les RBP alteren l'associació d'eIF4E amb el complex d'iniciació de la traducció. A més, estan implicades en la regulació de la fosforilació d'eIF2α, procés que pot modificar la capacitat de la proteïna per unir el Met-tRNA al ribosoma, afectant l'inici de la traducció. Les RBP també poden alterar la síntesi de transcripcions específiques, per exemple, regulant la disponibilitat d'ARNm a llocs de traducció.
La TDP-43 té la capacitat de reprimir la traducció in vitro, i la sobreexpressió de TDP-43 citoplàsmic en células SH-SY5Y condueix a una disminució de les taxes de traducció global. Això s'associa amb una disminució en la fosforilació d'eIF4E i un augment en l'expressió del gen repressor de la traducció 4E-BP, fet dóna suport al paper del TDP-43 per limitar les taxes de síntesi de proteïnes.
A més, la TDP-43 regula la localització i traducció de l'ARNm de Futsch, una proteïna que controla el creixement sinàptic a les unions neuromusculars. També pot formar complexos amb altres proteïnes involucrades en la traducció, per exemple: RACK1, la proteïna ribosòmica que actua com a receptor de la C quinasa 1 activada.
Un augment del TDP-43 citoplasmàtic està associat amb la repressió de la síntesi global de proteïnes a les cèl·lules del neuroblastoma, que podria ser revertit mitjançant la sobreexpressió de RACK1. La TDP-43 també pot alterar la traducció de diversos ARNm mitjançant el segrest dels factors de traducció en grànuls d'estrès.

### Estabilitat i transport
La TDP-43 s'uneix a la UTR 3' de nombrosos ARNm dins de fraccions citoplasmàtiques, cosa que indica que intervé en l'estabilitat i el transport de l'ARNm. Inicialment, es va demostrar que TDP-43 s'uneix a la UTR 3' de NEFL, un gen que codifica la cadena lleugera del neurofilament, i augmenta la seva estabilitat.
La TDP-43 també s'uneix i afavoreix l'estabilitat de les transcripcions Add2, un gen que codifica la proteïna d'unió a actina β-aducina i HDAC6. Si s'elimina la TDP-43, es pot observar una disminució dels nivells de proteïna HDAC6 i una acumulació d'acetiltubulina, un substrat important de la proteïna. Això indica que la TDP-43 promou l'estabilitat i la quantitat de proteïnes involucrades en la regulació del citoesquelet. A més, la seva eliminació condueix a defectes citoesquelètics, afectant el manteniment axonal i dendrític, el transport intracel·lular i la transmissió neuronal.
El TDP-43 s'associa amb les molècules d'ARN per produir grànuls de ribonucleoproteïna (RNP) que transporten l'ARNm a diferents indrets. A les cèl·lules axòniques, els grànuls de RNP es desplacen amb l'ajuda de microtúbuls.
La TDP-43 es co-purifica amb diverses proteïnes involucrades en el transport d'ARNm, com Staufen, FMRP i SMN, es transporta al llarg de processos axonals i dendrítics. S'ha detectat tant a les terminals presinàptiques com postsinàptiques. El transport de TDP-43 és bidireccional i depèn del citoesquelet de microtúbuls. La majoria dels grànuls de TDP-43 contenen ARN.

### Reparació de l'ADN

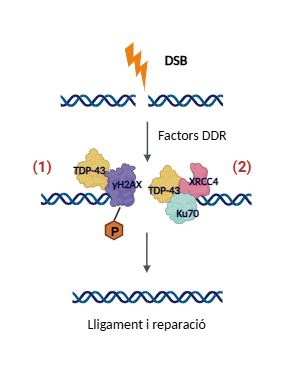
(1) TDP-43 s'uneix a l'ADN danyat i facilita la fosforilació de la histona H2AX. (2) TDP-43 s'uneix a Ku70 i afavoreix el reclutament de l'ADN ligasa principal implicada en NHEJ, el complex XRCC4-ligasa 4.

La proteïna TDP-43 és un component imprescindible a la via enzimàtica d'unió d'extrems no homòlegs (NHEJ) que repara els danys de la doble cadena de l'ADN (DSB) en neurones motores derivades de cèl·lules mare pluripotents. Aquesta via de reparació de DSB és predominant en neurones postmitòtiques que no tenen maquinària de reparació mediada per recombinació homòloga (HR).
Com a resposta a l'aparició de danys, TDP-43 es recluta ràpidament als llocs DSB juntament amb factors de resposta primerenca al dany de l'ADN (DDR), com fosfo-ATM i γH2AX, i proteïnes clàssiques de reparació de NHEJ com l'heterodímer Ku.
La TDP-43 presenta un paper fonamental en la regulació del pas final de la lligadura mitjançant el reclutament del complex XRCC4/Ligasa 4 als llocs DSB de les neurones sanes. Aquest complex després actua per segellar els trencaments de l'ADN.
No obstant això, a l'ELA, la mala localització del TDP-43 atrapa el XRCC4/Ligasa 4 al citosol i inhibeix així la seva translocació al nucli. La inhibició de la reparació de la unió d'extrems no homòlegs condueix a una acumulació persistent de dany DSB no reparat a les neurones d'ELA.

### Autofàgia
També s'ha descobert que la TDP-43 regula l'autofàgia. La proteïna s'uneix a les transcripcions d'Atg7, un gen que codifica un enzim essencial per l’autofàgia. La unió dona lloc a una disminució de l'estabilitat de l'ARNm i un deteriorament del procés. A més, s'ha demostrat que aquesta proteïna regula els nivells de transcripció ATG4B mitjançant la inclusió d'exons i d’aquesta forma disminuint els nivells d'autofàgia. La TDP-43 també indueix una translocació nuclear de TFEB, un gen regulador de la capacitat de fusió lisosomal, perjudicant la fusió dels autofagosomes amb els lisosomes.

### Processament de miRNA
Els microARN (miRNA) són ARN curts que tenen un paper important en la regulació de l'estabilitat i la traducció de l'ARNm. Els miRNA madurs tenen entre 21 i 23 nucleòtids de llargada i es processen a partir d'una molècula inicial d'ARN més llarga (pri-miRNA) mitjançant dos passos d'escissió. El primer depèn de Drosha, proteïna nuclear que genera pre-miRNA. El segon pas es produeix al citoplasma a través de DICER i dona lloc al miRNA madur.
Els miRNAs són importants per a la supervivència de les neurones motores. La desregulació de nombrosos miRNAs i la reducció general de la seva maduració està asoociada amb l'ELA. S'ha demostrat que la TDP-43, juntament amb la proteïna FUS,  estan implicades en la maduració del miRNA. Totes dues són proteïnes d'unió a l'ARN (RBP) i es poden unir a miRNAs immadurs específics, la proteïna Drosha i DICER.
La pèrdua de TDP-43 indueix un creixement de neurites, que es pot revertir principalment mitjançant la correcció de miRNAs específics.
Splicing
Els seus residus 321-366 s'associen amb el hnRNPA2. Aquesta unió és clau en la regulació del splicing.
Paper neuronal
Aquesta proteïna és important en la definició de l'estructura i propietats de les neurones. Té un paper en la regulació de la plasticitat neuronal i el creixement òptim de les espines dendrítiques.
En cas de dèficit, es donarà bloquejos dels senyals tròfics i en els mecanismes de transport. Aquests processos derivaran en una disminució de la mobilitat i del nombre d'endosomes dendrítics RAB-11.
També actua durant el desenvolupament embrionari. En aquests estadis, localitzat en la post sinapsis juntament amb el PSD-95, està present en el creixement de dendrites i axons. Una vegada ha madurat el cervell, s'aprecia una disminució en els nivells del TDP-43 i un augment en el protagonisme del PSD-95 com a marcador de maduració sinàptica.

## Relació de la TDP-43 amb diverses malalties neurodegeneratives

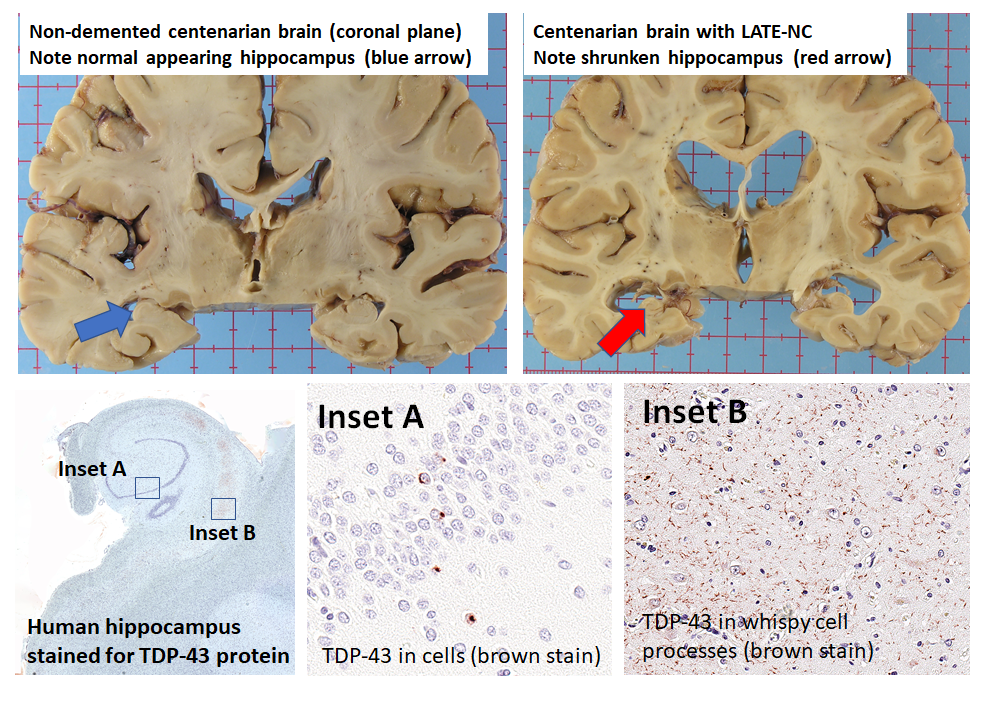
Canvis neuropatològics associats a LATE (LATE-NC). Comparació entre dos cervells d'una persona centenar. A dalt a l'esquerra, un cervell normal. A dalt a la dreta, un cervell amb LATE-NC, aquí podem observar els hipocamps atròfics. A sota, tres imatges mostren fotomicrografies d'un hipocamp amb LATE-NC tenyits per a la proteïna TDP-43 fosforilada. En la imatge A (en cèl·lules granuloses del gir dentat), s'observen inclusions citoplasmàtiques neuronals positives per a TDP-43. En la imatge B (regió CA1), s'observen prolongacions cel·lulars fines tenyides amb la proteïna TDP-43.

Durant els últims anys s'han portat a terme diverses investigacions que suggereixen que l'aparició de TDP-43, sobretot en els seus estadis finals, està relacionada amb diverses malalties neurodegeneratives.
Normalment, la proteïna es troba dintre del nucli neuronal del sistema nerviós central.La sortida del nucli i la seva mala localització al citoplasma en les cèl·lules del sistema nerviós central són característics de casos de proteinopaties associades TDP-43.
A continuació, una explicació breu de la seva acció en la malaltia de l'Alzheimer.
L'alzheimer és una malaltia neurodegenerativa que destrueix lentament la memòria i empitjora amb el temps. Anteriorment, s'havia atribuït a l'acumulació de les proteïnes amiloide-β i tau. No obstant això, estudis recents han demostrat que la proteïna TDP-43 també juga un paper important en el seu desenvolupament. En pacients que pateixen d'alzheimer en estat avançat, un 75% presenta aquesta proteïna. Es creu que la seva acumulació comença a l'amígdala i d'allà, s'expandeix a l'escorça cerebral.
Per altra banda, en casos d'esclerosi lateral amiotròfica (ELA), s'han descobert acumulacions (en el 95% dels casos) de TDP-43 abans de l'aparició de símptomes greus. En aquestes primeres etapes, es troba present entre les terminacions de les neurones motores i els músculs. Aquestes zones són anomenades unions neuromusculars. El dany en aquestes regions deriva en la mort de les neurones motores en la medul·la espinal, fet que crea els símptomes de paràlisis característics de l'ELA.
També s'ha relacionat la seva acumulació amb altres malalties neurodegeneratives com: la degeneració lobar frontotemporal (FTLD), l'encefalopatia predominant límbica relacionada amb l'edat (LATE) i la miopatia.
Actualment, s'estan duent a terme diferents assajos clínics per tal de trobar un fàrmac o molècula  que eviti la neurotoxicitat inhibint la formació de condensats citoplasmàtics.

## Expressió i Localització de la TDP-43
La TDP-43 és una proteïna que s'expressa en una àmplia varietat de cèl·lules del cos humà però amb més rellevància a les cèl·lules neuronals, ja que és important en el funcionament del sistema nerviós. Pel que fa a nivell intracel·lular es troba en quantitats menors en el citoplasma i mitocondris i la majoria de TDP-43 que conté la cèl·lula es troba en el nucli.

### Cèl·lules que expressen TDP-43
- En les cèl·lules neuronals, doncs, la trobem al nucli on regula l'splicing de l'RNA, la transcripció i el manteniment de la homeòstasi neuronal. Es troba sobretot en les cèl·lules neuronals del cervell i la medul·la espinal, a més a més de regions del sistema nerviós perifèric.[5][28][29]

- En les cèl·lules glials també hi trobem TDP-43, com en els astròcits del sistema nerviós central (SNC) o als oligodendròcits. Alteracions en la TDP-43 que es troba en els astròcits pot afectar l'equilibri i protecció neuronal i, en el cas que es doni en els oligodendròcits, podria provocar problemes en la mielinització de les neurones del SNC. També s'ha pogut observar que participa en el manteniment del cicle cel·lular i regulació d'RNA d'aquestes cèl·lules, per tant, no només podria provocar neurodegeneració en la seva forma patològica, sinó que també  una resposta inflamatòria.[5][30]

- En les cèl·lules del sistema nerviós perifèric també s'ha arribat a trobar TDP-43 en les neurones que el constitueixen, d'entre aquestes, cèl·lules sensorials i neuromotores. Les acumulacions de TDP-43 en el SNP i SNC pot donar lloc a una malaltia esmentada en el punt anterior, l'ELA.[5][28][29]

- En cèl·lules no neuronals la TDP-43 es troba en grau més baix. En les cèl·lules epitelials i teixits perifèrics es creu que pot estar implicada en la regulació de l'RNA, encara que la seva funció concreta no està massa clara actualment.[4]

### TDP-43 a nivell intracel·lular
En condicions no patògenes, la TDP-43 es troba en major grau en el nucli de la cèl·lula i té la funció de regulació de l’RNA. Ara bé, quan es troba en condicions patògenes es formen acumulacions i condensats de TDP-43 en el citoplasma. Les modificacions posttraduccionals juguen un rol decisiu en la patogenicitat de la proteïna, ja que precisament l'escissió, hiperfosforilació i ubiqüitinació són causants de la seva aberració. Per exemple, la fosforilació de la cadena polipeptídica al residu de serina (aminoàcid 403-404 de la cadena i 409-410) s’ha observat que resulta en ser una inclusió patològica.
Com ja s'ha comentat anteriorment, la TDP-43 normalment resideix al nucli, encara que a vegades es vagi traslladant entre aquest i el citoplasma per a dur a terme alguna funció cel·lular que requereixi la seva aportació. La seva localització i quantitat existent estan regulades per un mecanisme de retroacció negativa. Sota condicions d’estrès provocades per un xoc tèrmic, estrès oxidatiu o exposició a l'arsènic la transferència de TDP-43 del nucli al citoplasma augmenta. A raó d’aquest augment de gradient, la TDP-43 citoplasmàtica s’acumula formant grànuls d’estrès, juntament amb altres proteïnes i RNA. En el moment en el qual ja no es trobi sota condicions d’estrès els grànuls d’estrès es desfan i la TDP-43 alliberada retorna al nucli.
Aquesta resposta a l’estrès de la TDP-43 pot provocar problemes si l’estrès es cronifica; es formaran contínuament grànuls d’estrès provocant l’acumulació i condensats de TDP-43 al citoplasma.
Les acumulacions de TDP-43 no només es donen en condicions d’estrès infinitament prolongades, sinó que també es poden donar per mutacions de canvi de sentit en la cadena d’aminoàcids. La TDP-43 té dues seqüències senyal, la NES (senyalització d’exportació nuclear) i NLS (senyalització de localització nuclear), que regulen la seva localització cel·lular, tant en el citoplasma com en el nucli. Per exemple, una mutació relacionada amb ALS és la mutació A90V en l’NLS. Aquesta mutació facilita la formació de condensats en el citoplasma. Mutacions en el C-terminal de la seqüència com G294V, A315T, M337V, A382T, i G376D provoquen una deslocalització i condensació de la TDP-43. Mutacions en altres aminoàcids també podrien provocar grànuls d’estrès anormals o una mutació en el gen TARDBP podria portar cap a les mateixes conseqüències.

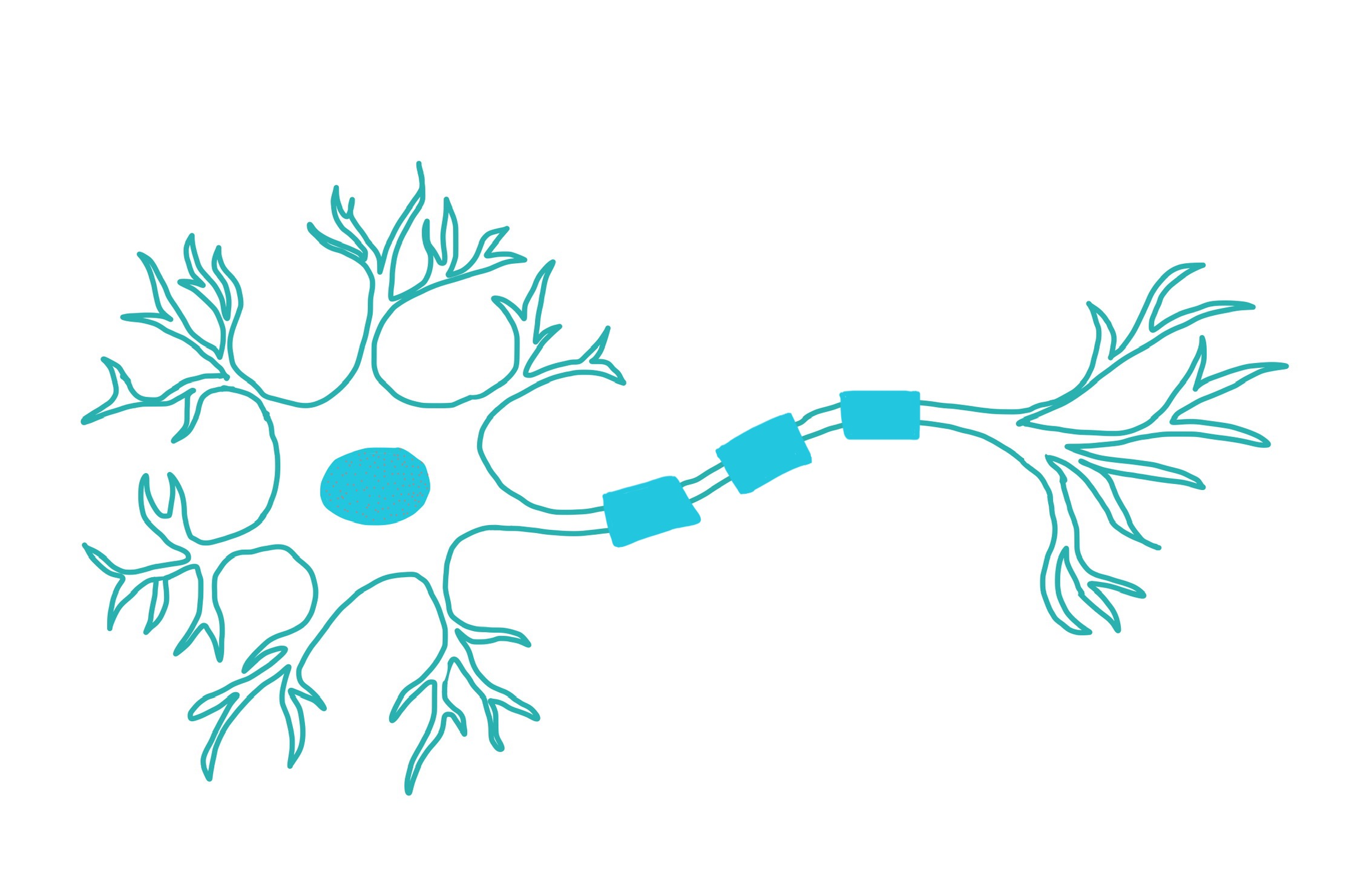
Neurona sense inclusions de TDP-43, la qual es troba al nucli formant agregats normals.

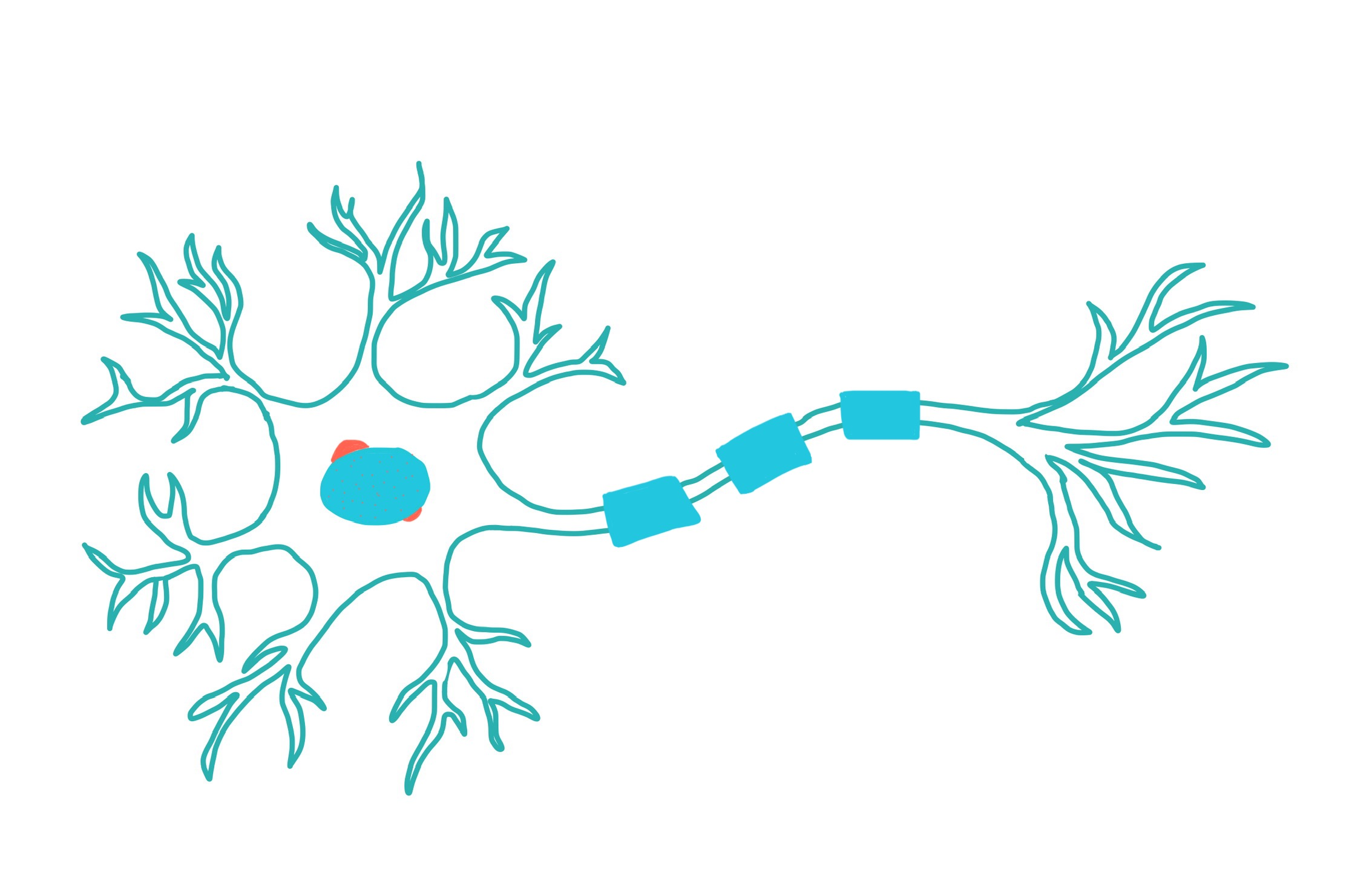
Neurona amb inclusions citoplasmàtiques de TDP-43

### Condensats nuclears en neurodegeneració
La proteïna TDP-43 pot patir mutacions en la seva estructura, alteracions a l'hora de donar-se les modificacions posttraduccionals o canvis produïts per l'estrès. Tots tres factors formen la base de patologies, les quals desencadenaran una malaltia neurodegenerativa. Principalment, són els causants d'una mala associació dels condensats nuclears, els quals regulen la disponibilitat de TDP-43 a la cèl·lula. Una pertorbació en aquests condensats pot disminuir la fluïdesa tant d'ells mateixos com de la cèl·lula.
La TDP-43, aleshores, té la capacitat de comportar-se com els prions, propagant els agregats de TDP-43 i transferint-se de cèl·lula en cèl·lula comportant-se com a llavors i com a plantilles per formar nous agregats.
Conseqüències de condensats nuclears de TDP-43 anòmals:
1. Condensació dels TDP-43 LLPS semblant a sòlids
2. Perjudicació en l'splicing de pre-RNAm
3. Alteració de les taxes de transcripció
4. Menor disponibilitat d'ARN
5. Degradació d'ARN
6. Alteracions en la unió de l'ARN
7. Modificacions posttraduccionals errònies
8. Afectació en les interaccions d'ARN de TDP-43
9. Alteració en la importació nuclear de proteïnes

Si aquests agregats persisteixen en la seva forma anòmala durant un cert període, acabaran desgastant els mecanismes de desmuntatge cel·lular i augmentarà la possibilitat  que es formin aquests mateixos agregats de manera irreversible en els nuclis de la cèl·lula en la qual es troben (agregats que s'han pogut observar en les malalties neurodegeneratives). No només això, l'alteració d'un TDP-43 LLPS pot provocar la desestabilització de la resta de condensats provocant, per exemple, un hiperacoblament (causant de malaltia).

## Aplicacions clíniques
El descobriment d'aquesta proteïna ha sigut de gran importància per les seves posteriors aplicacions diagnòstiques en neuropatologies. La TDP-43 es troba present en diverses malalties neurodegeneratives, sobretot en els seus estadis finals. Aquesta és de gran rellevància per les diverses aplicacions que presenta, entre les quals, pot actuar com a biomarcador.
La presència de TDP-43 anòmala és característica de diverses malalties neurodegeneratives. Amb aquesta informació, la detecció de la proteïna en zones anormals, com les acumulacions fora del nucli, permet predir i identificar si el pacient pateix d'aquest tipus de malalties.
També s'han portat estudis amb la finalitat de detectar TDP-43 anormals mitjançant l'ús d'anticossos.Aquests anticossos poden ser monoclonals (60019-2-Ig) o policlonals (10782-2-AP), en tots dos casos, poden reconèixer els aminoàcids  203-209 de la TDP-43 humana. L'anticòs monoclonal reconeix els Glu204, Asp205 i Arg208 en humans, però no és capaç de fer-ho amb ratolins. La importància de l'anticòs monoclonal és la detecció de TDP-43 anormal en els fragments C-terminal, així com la seva presència en nivells normals al cervell.